# Direction centrale de la sécurité des systèmes d'information
En France, la direction centrale de la sécurité des systèmes d'information (DCSSI), faisant partie du secrétariat général de la Défense nationale (SGDN), était l'organisme interministériel officiel définissant les normes de la sécurité des systèmes d'information, en particulier les normes sur l'évaluation et la certification des systèmes d'information. Elle maintient également le portail gouvernemental de la sécurité informatique.
La DCSSI a été remplacée le 7 juillet 2009 par l'Agence nationale de la sécurité des systèmes d'information (ANSSI).

## Appartenance
La DCSSI était un organisme rattaché au Premier ministre et placé sous l'autorité du secrétariat général de la Défense nationale.

## Directeurs
- Patrick Pailloux, conseiller d'État et ingénieur général des mines, du 7 octobre 2005 au 8 juillet 2009
- Henri Serres, ingénieur général des Mines, du 31 juillet 2001 au 6 octobre 2005

## Rôle de l'organisme
Dans le domaine de la sécurité des systèmes d'information, les textes en vigueur et pratiques accompagnant leur mise en œuvre conduisent à centrer l'action menée par cette direction sur quatre grandes catégories de fonctions :
- la fonction de contribution à la définition interministérielle et à l'expression de la politique gouvernementale en matière de sécurité des systèmes d'information ;
- la fonction de régulation qui consiste, en particulier, à délivrer les autorisations, agréments ou certificats électroniques aux tiers de confiance, prévus par les textes, et à jouer le rôle d'autorité nationale de régulation en matière de sécurité des systèmes d'information ;
- la fonction opérationnelle, sous forme de prestations de services, en priorité au profit des administrations et organismes publics, pour évaluer, connaître et faire connaître les vulnérabilités et les menaces, aider à prévenir et contrer les attaques portées aux systèmes d'information ;
- la fonction de centre de référence et d'expertise scientifique et technique, comprenant notamment un laboratoire de cryptologie.